# Arisa Matsubara
Arisa Matsubara (født 1. maj 1995) er en japansk fodboldspiller. Hun er medlem af Japans kvindefodboldlandshold.

## Landsholdskarriere
Den 27. februar 2019 fik hun debut på det japanske landshold, i en kamp mod USA. Hun har spillet 4 landskampe for Japan.